# Tab Benoit

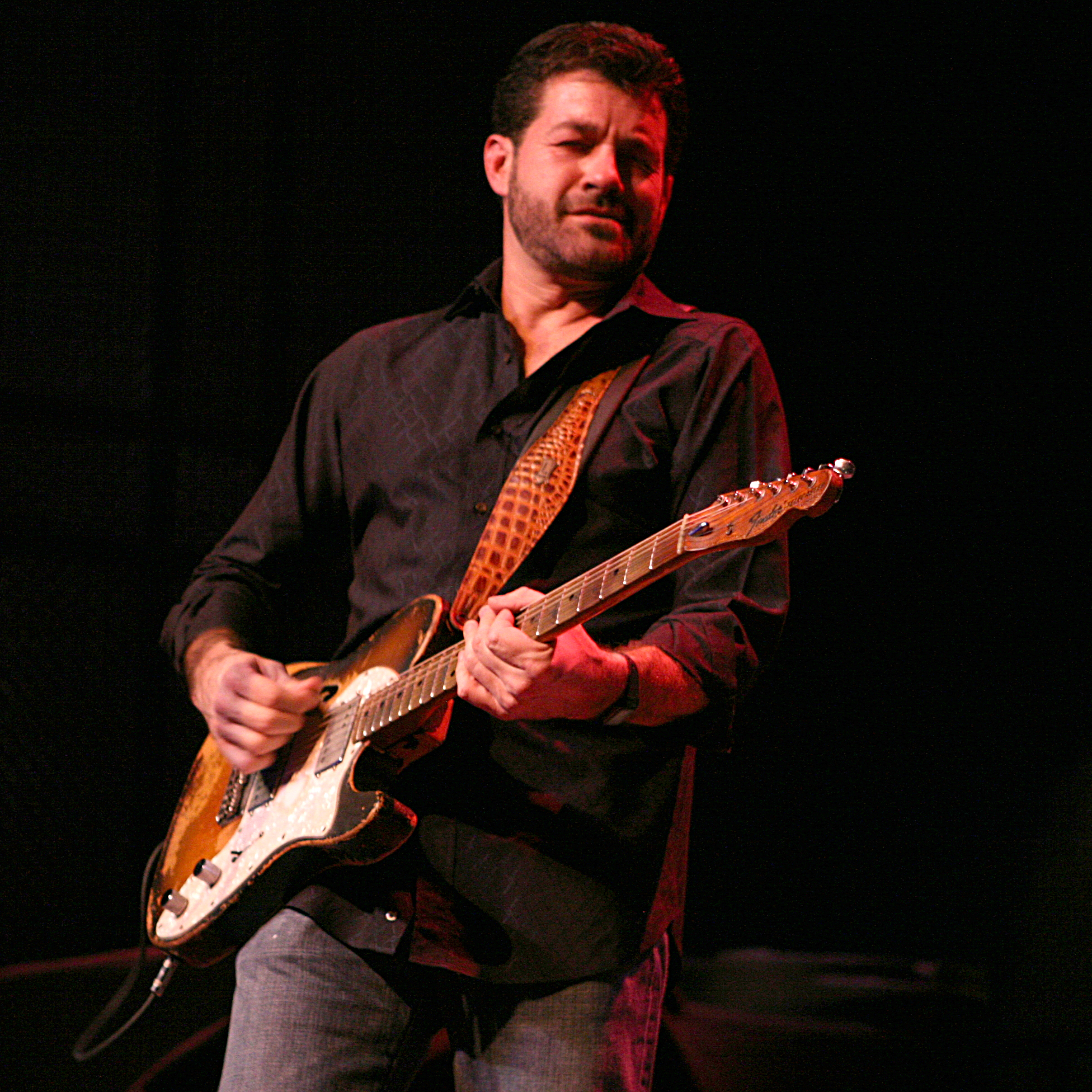
Tab Benoit (2008)

Tab Benoit (* 17. November 1967 in Baton Rouge, Louisiana) ist ein US-amerikanischer Blues-Gitarrist, Sänger und Komponist. Sein Stil ist eine Kombination aus Swamp Blues, Soul-Blues und Chicago Blues.
Die Musik des gebürtigen Cajun ist von seinen kulturellen Wurzeln, der Cajun-Musik, genauso geprägt, wie von den klassischen Blues- und Rock-Musikern Albert King, Albert Collins und Jimi Hendrix. Im Laufe seiner Karriere kam es zu zahlreichen Kooperationen mit anderen Musikern, darunter Charlie Musselwhite und Jimmy Thackery. Im Jahr 2004 gründete Tab Benoit gemeinsam mit anderen Künstlern (darunter auch Dr. John) die Voice of the Wetlands („Stimme der Feuchtgebiete“), eine gemeinnützige Organisation, die sich dem Erhalt der Wetlands, der Feuchtbiotope Südlouisianas verschrieben hat. Die „Swamps“ (Sümpfe) des tiefen Südens und die kulturelle Eigenart der Region werden zunehmend durch die Ausbeutung der reichhaltigen Erdölvorkommen bedroht.

## Diskografie (Alben)
- 1992: Nice & Warm
- 1994: What I Live For
- 1995: Standing on The Bank
- 1997: Live: Swampland Jam
- 1999: Homesick For The Road (mit Debbie Davies, Kenny Neal)
- 1999: These Blues Are All Mine
- 2002: Wetlands
- 2002: Whiskey Store (mit Jimmy Thackery)
- 2003: The Sea Saint Sessions
- 2004: Whiskey Store Live (mit Jimmy Thackery)
- 2005: Fever For The Bayou
- 2005: Voice Of The Wetlands
- 2006: Brother To The Blues
- 2007: Power of the Pontchartrain
- 2008: Night Train To Nashville
- 2011: Medicine